# Fürstenberg/Havel
Fürstenberg/Havel is een plaats in de Duitse deelstaat Brandenburg, gelegen in de Landkreis Oberhavel. De stad telt 5.782 inwoners.
Het voormalige concentratiekamp Ravensbrück ligt in de gemeente.
Tot de gemeente behoort ook het 7 km verder oostelijk gelegen Himmelpfort, in de middeleeuwen beroemd om zijn klooster der cisterciënzers. Van dit klooster resteert nog slechts een ruïne.

## Geografie, verkeer

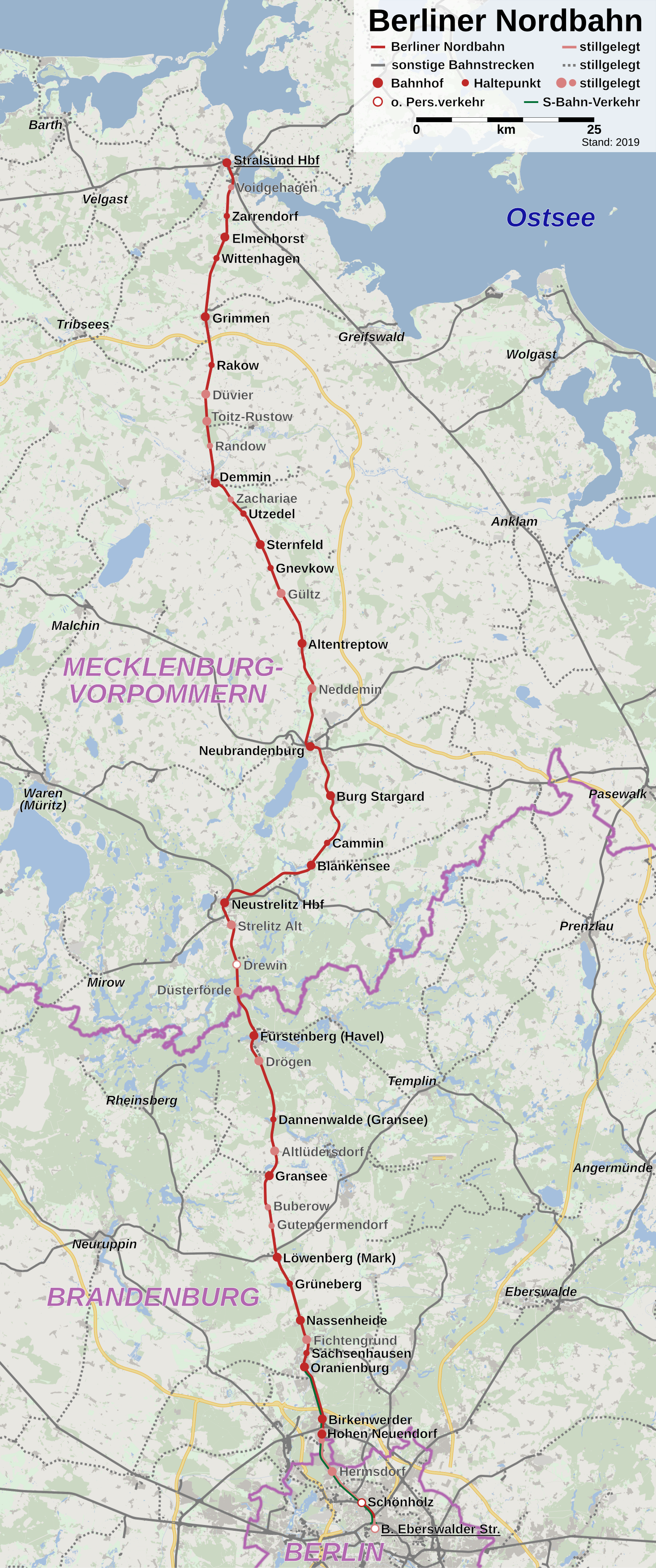
Verloop spoorlijn Berlijn - Stralsund

Fürstenberg/Havel heeft een oppervlakte van 212,53 km² en ligt in het oosten van Duitsland. Het ligt in de toeristische streek Uckermark, die bekend is om zijn vele meren en bossen. 
Het stadje heeft sinds 1878 een station aan de Berliner Nordbahn (de spoorlijn Berlijn - Stralsund).
Fürstenberg ligt aan de rivier de Havel, die hier door diverse meren heen loopt. Hiertoe behoren de Röblinsee, direct westelijk van Fürstenberg, de Schwedtsee tussen Fürstenberg en het ten noorden ervan gelegen voormalige Kamp Ravensbrück, en de Stolpsee ten oosten van het stadje.
Door het stadje loopt de Bundesstraße 96 in noord<->zuid-richting.

## Partnerstad
- Geldern (Nederlands: vroeger Gelder, later Gelderen) in Duits Rijnland, in de Kreis Kleef (Noordrijn-Westfalen).

## Afbeeldingen

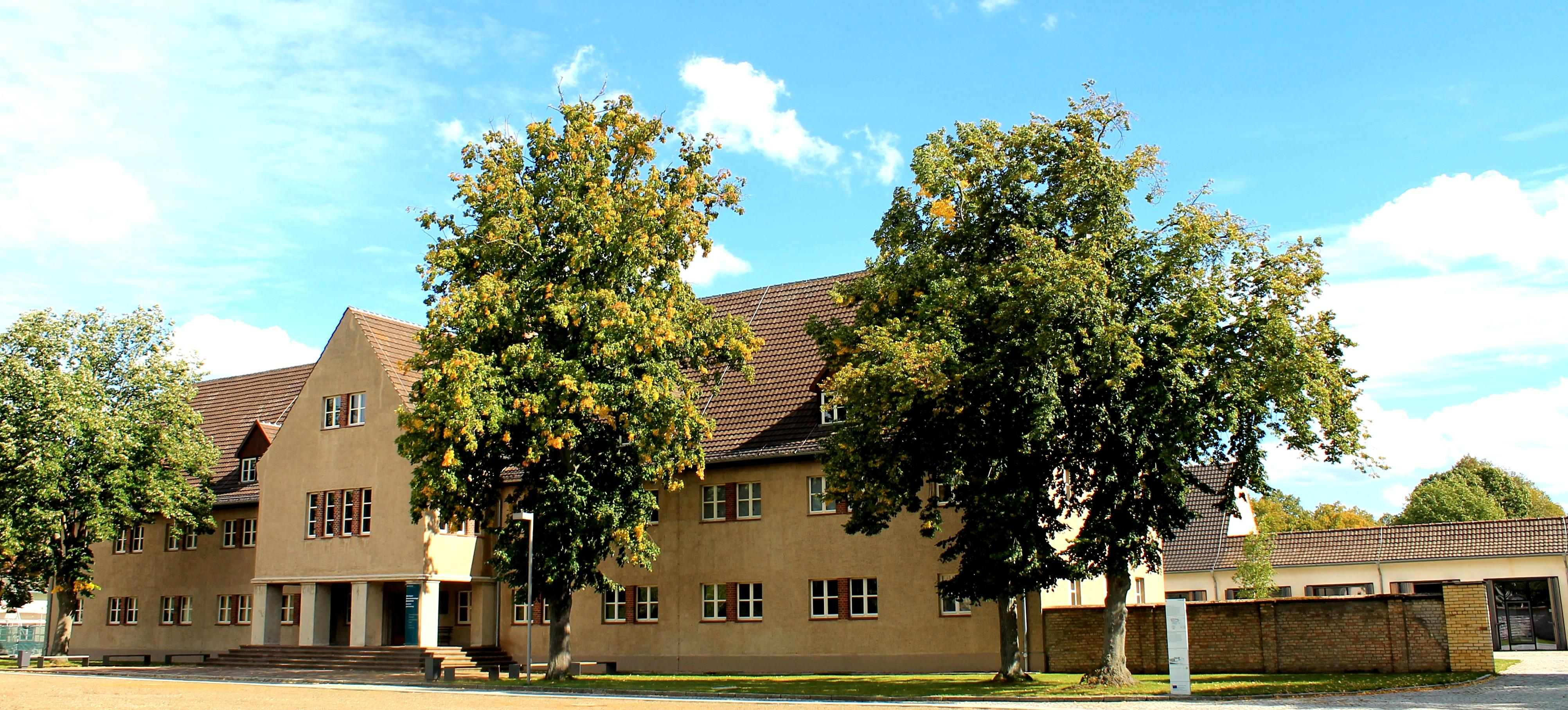
Voormalige Kommandantur concentratiekamp Ravensbrück, museum
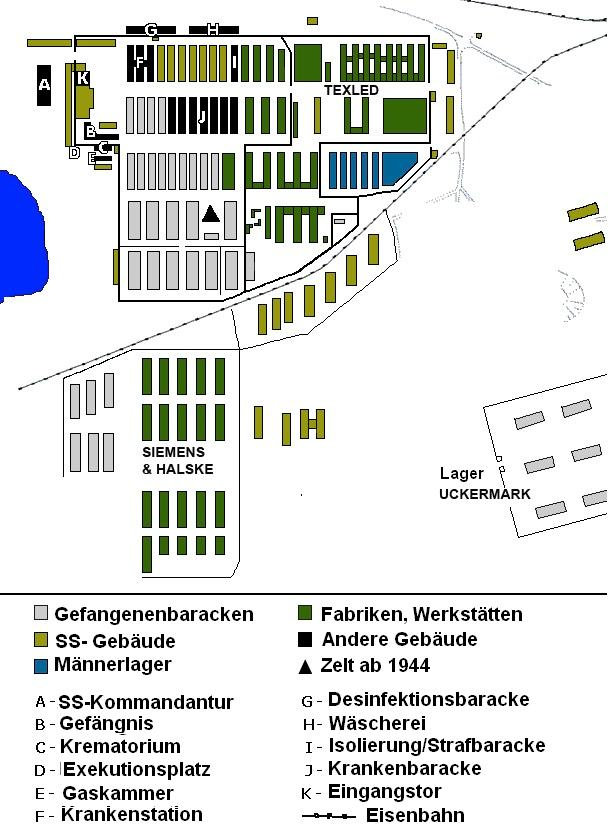
Plattegrond Kamp Ravensbrück
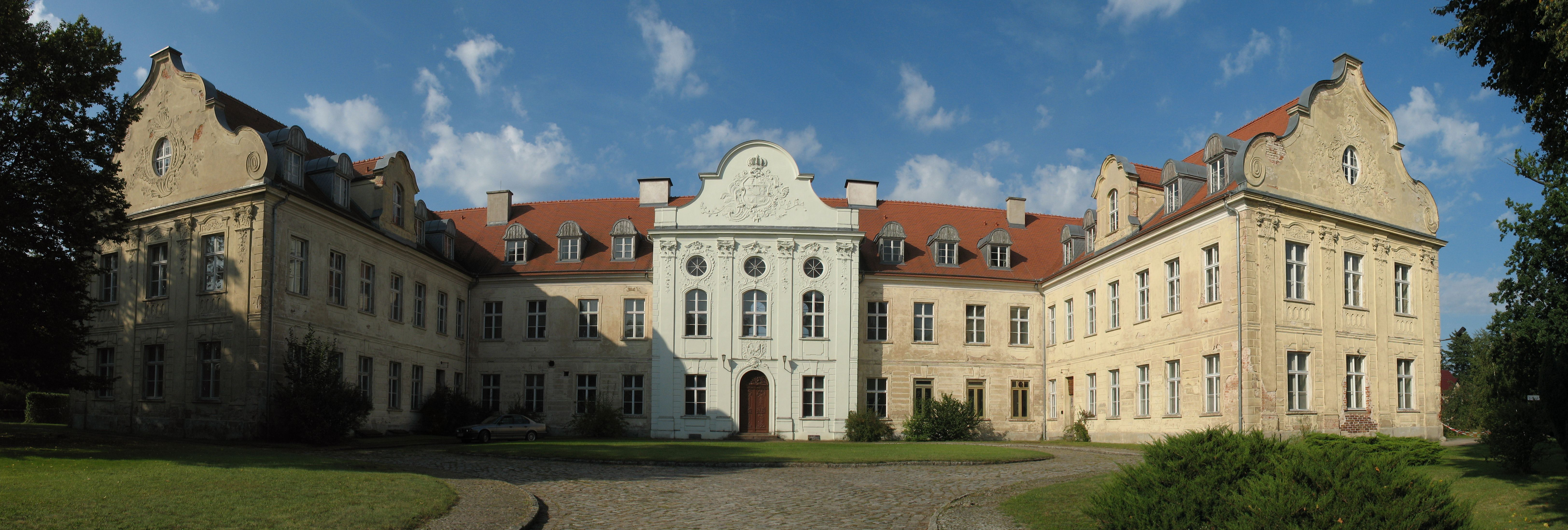
Paleis
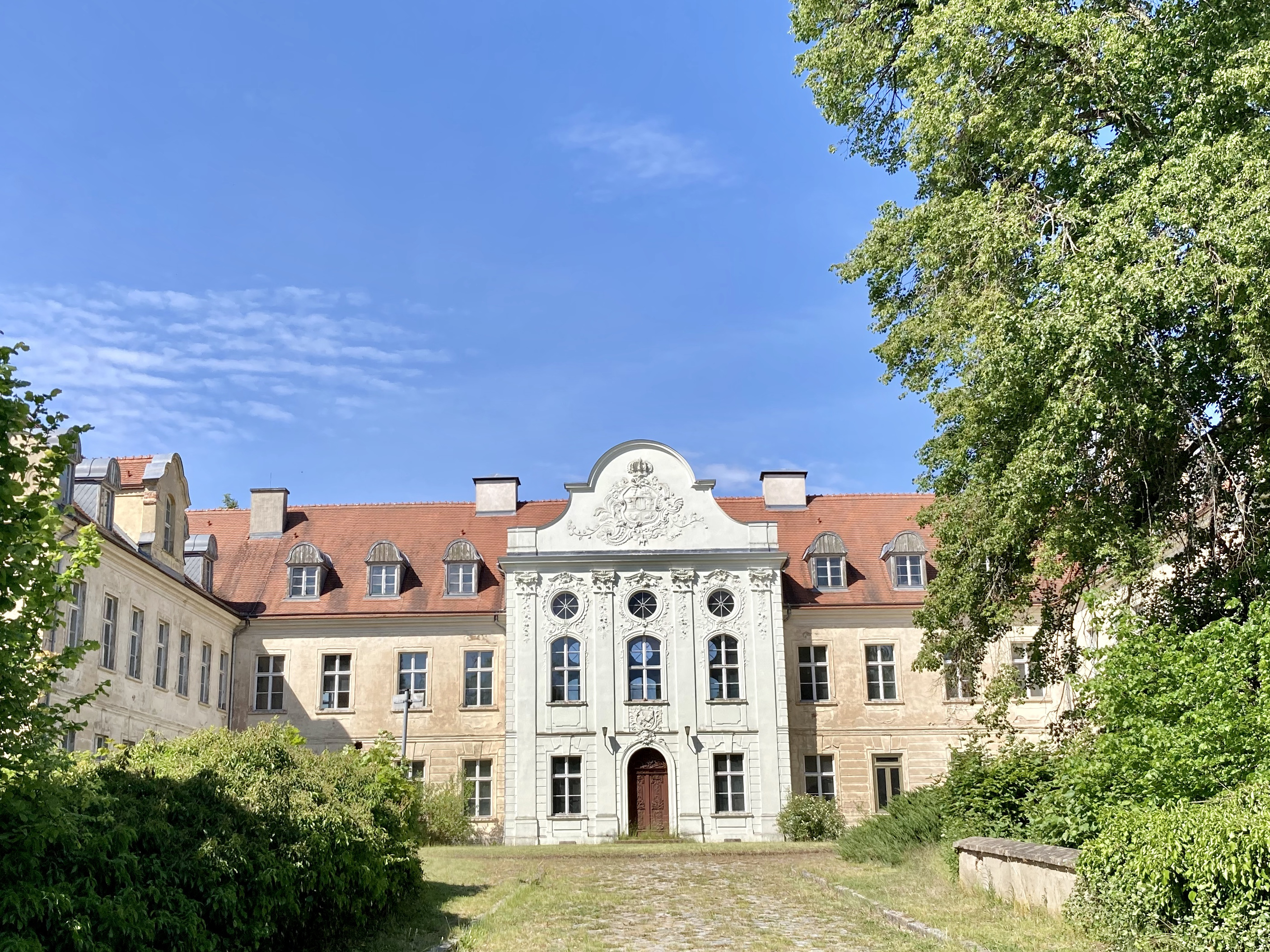
Idem, oostgevel
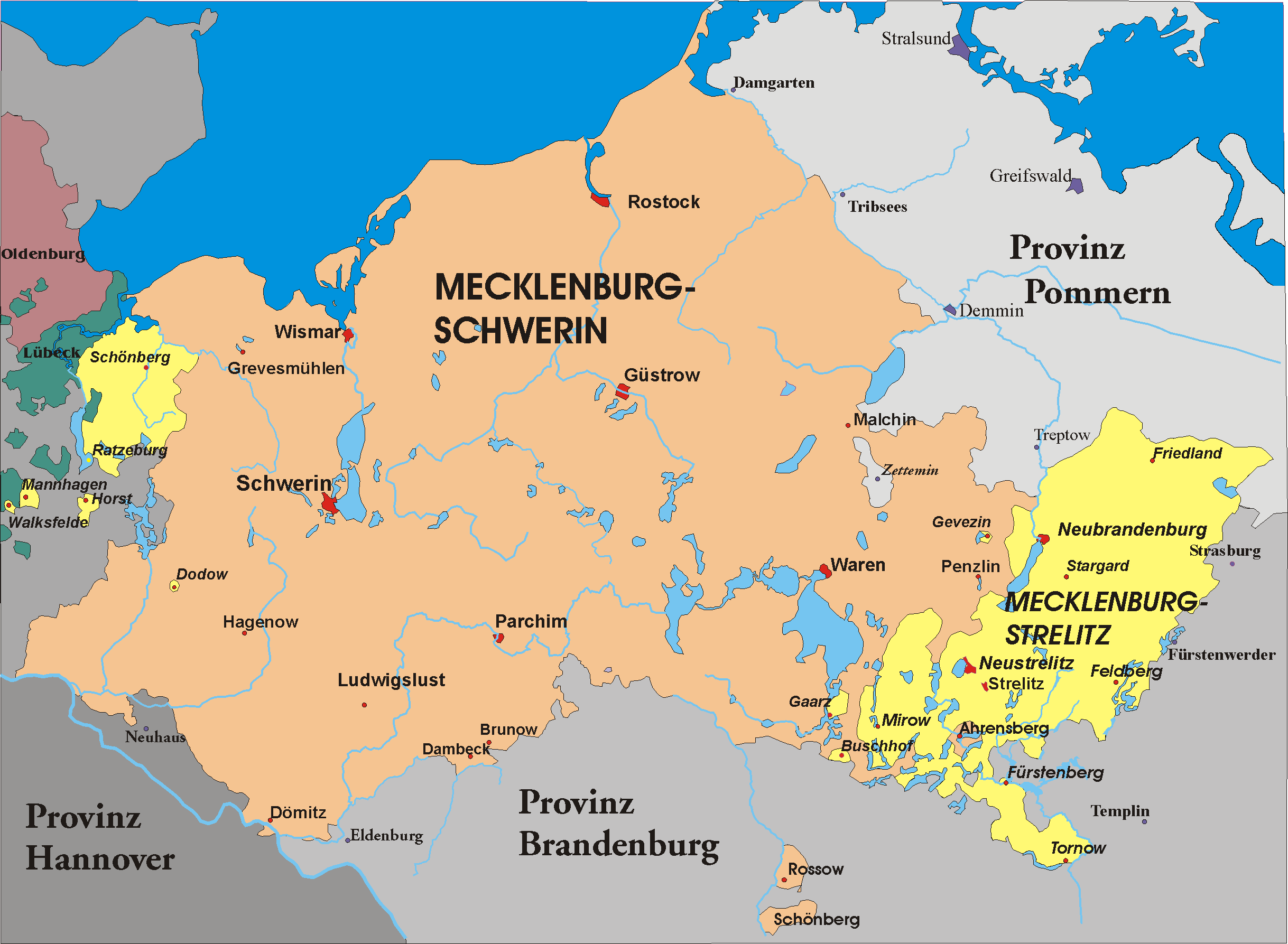
Mecklenburg-Strelitz, Fürstenberg ligt rechts onderaan de kaart
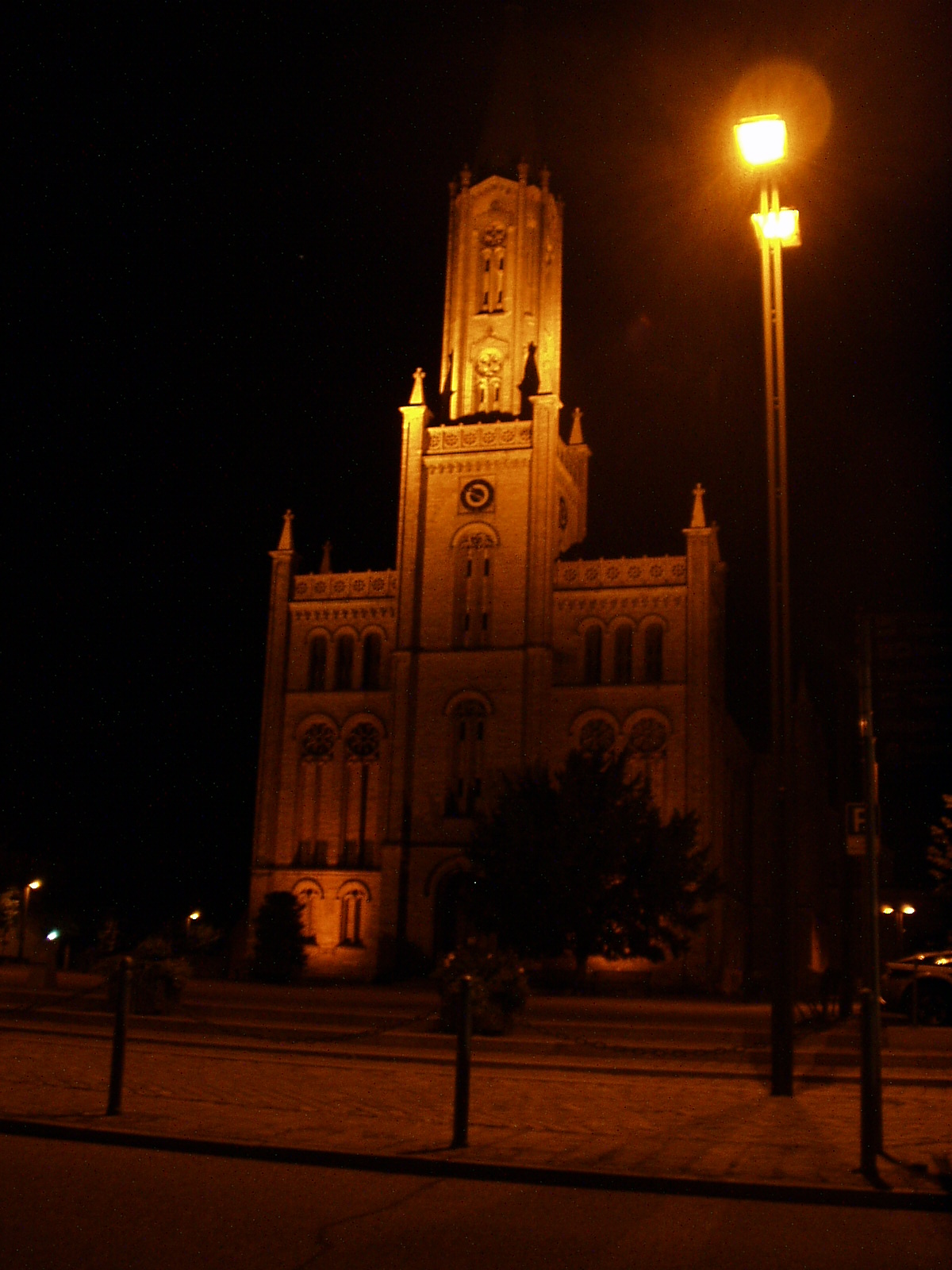
Kerk Fürstenberg
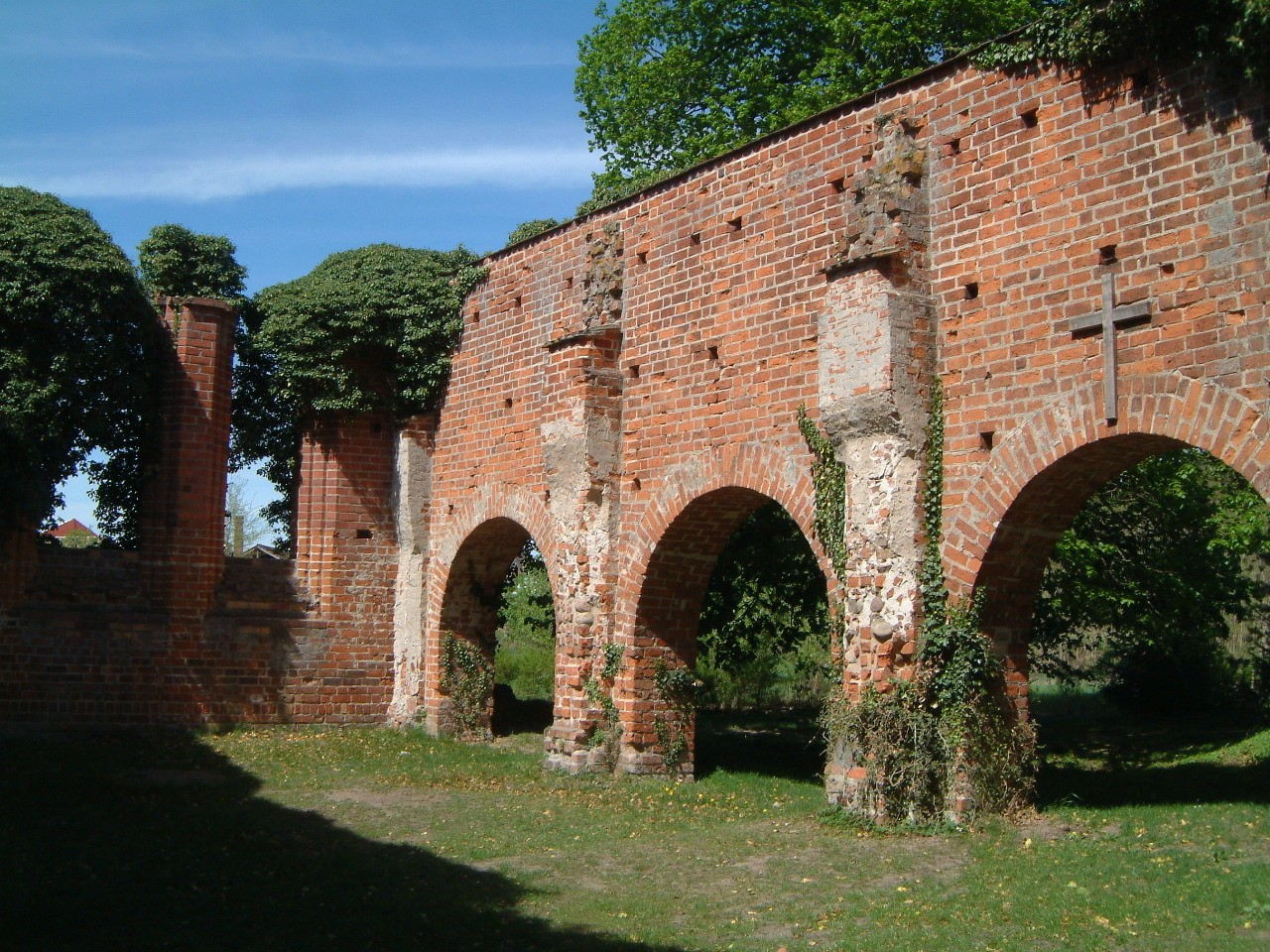
Ruïne cisterciënzerklooster Himmelpfort (1)
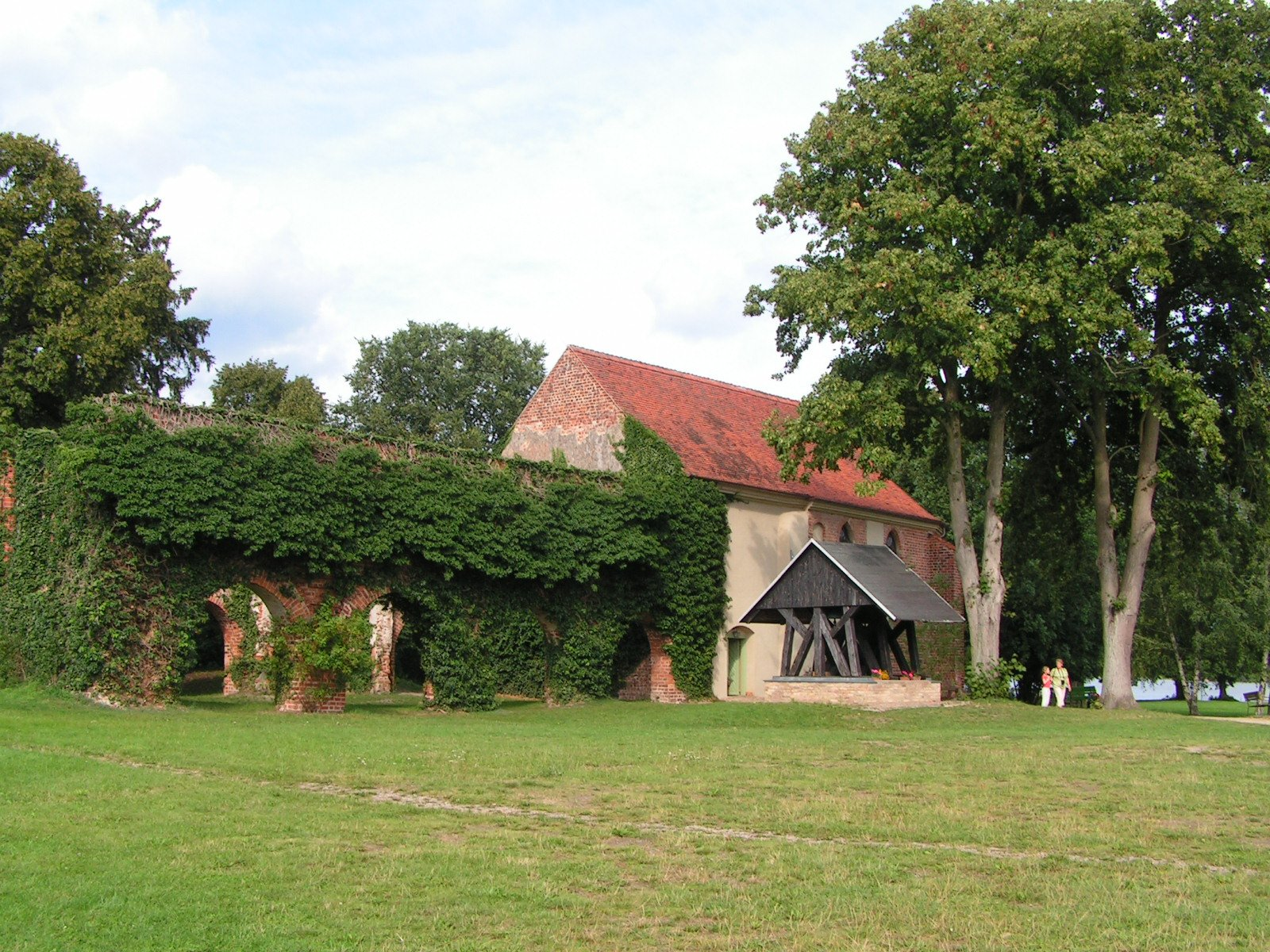
Ruïne cisterciënzerklooster Himmelpfort (2; kerk)
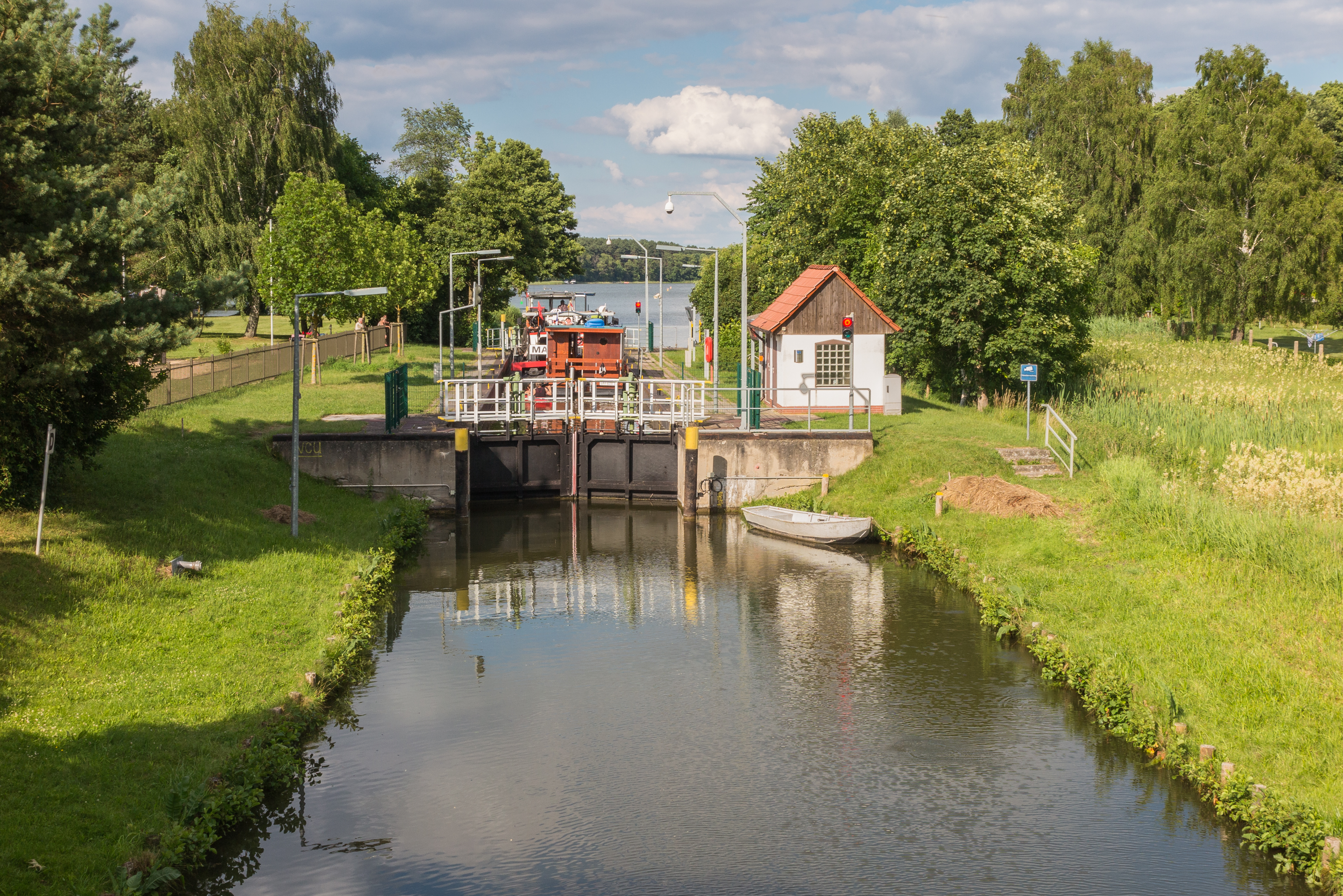
Sluis tussen de meren Stolpsee en Haussee

Het paleis werd in 1741 gebouwd als weduwzate voor hertogin Dorothea Sophie von Schleswig-Holstein-Sonderburg-Plön. Haar gemaal, Adolf Frederik III van Mecklenburg-Strelitz was hertog van het hertogdom Mecklenburg-Strelitz. Het wordt sinds 2020 verbouwd en gerestaureerd. De eigenaar wil er luxe appartementen, wellnesscentra en horecagelegenheden in vestigen.
Birkenwerder ·
Fürstenberg/Havel ·
Glienicke/Nordbahn ·
Gransee ·
Großwoltersdorf ·
Hennigsdorf ·
Hohen Neuendorf ·
Kremmen ·
Leegebruch ·
Liebenwalde ·
Löwenberger Land ·
Mühlenbecker Land ·
Oberkrämer ·
Oranienburg ·
Schönermark ·
Sonnenberg ·
Stechlin ·
Velten ·
Zehdenick
- Gemeinsame Normdatei: 4348908-4
- MusicBrainz: db13e31b-62d0-43fe-87bd-0081c7a15eca
- Virtual International Authority File: 140887574